# 長毛象洞 (加利福尼亞州)
長毛象洞（英語：California Caverns）是位於加州卡拉韦拉斯县凱夫城內華達山脈山腳的溶洞。
這些互相連接的洞穴是在加州其中之一最先被官方紀錄的洞穴， 據信在黃金區眾多洞穴中擁有最複雜的洞穴系統。

## 歷史
約瑟夫·泰勒（Joseph Taylor）發現於1849或1850年，他將洞穴開放給大眾參觀，成為加州第一個開放的洞穴，起先他命名為長毛象洞（Mammoth Cave），但到1894年時以「凱夫城洞」（Cave City Cave）的名字更為人所知。 
長毛象洞是內華達山脈中第一個經營的旅遊景點，早期遊客包括布勒特·哈特、馬克·吐溫和约翰·缪尔，其中约翰·缪尔將此行寫入他1894年出版的著作-加利福尼亞的山（The Mountains of California）。
2018年，成為由內華達山脈休閒公司（Sierra Nevada Recreation Corporation）經營的觀光洞穴。

## 圖片

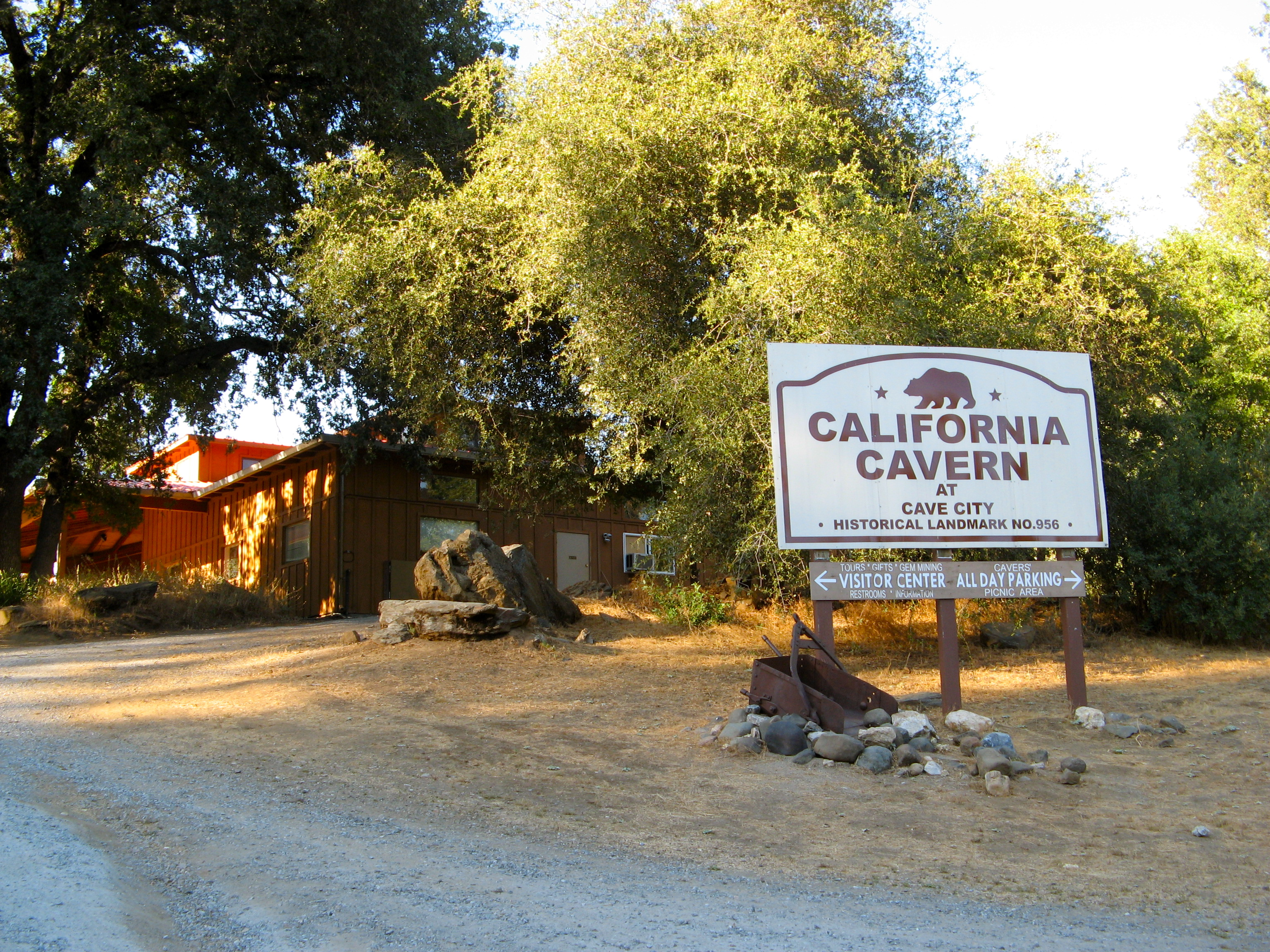
遊客中心
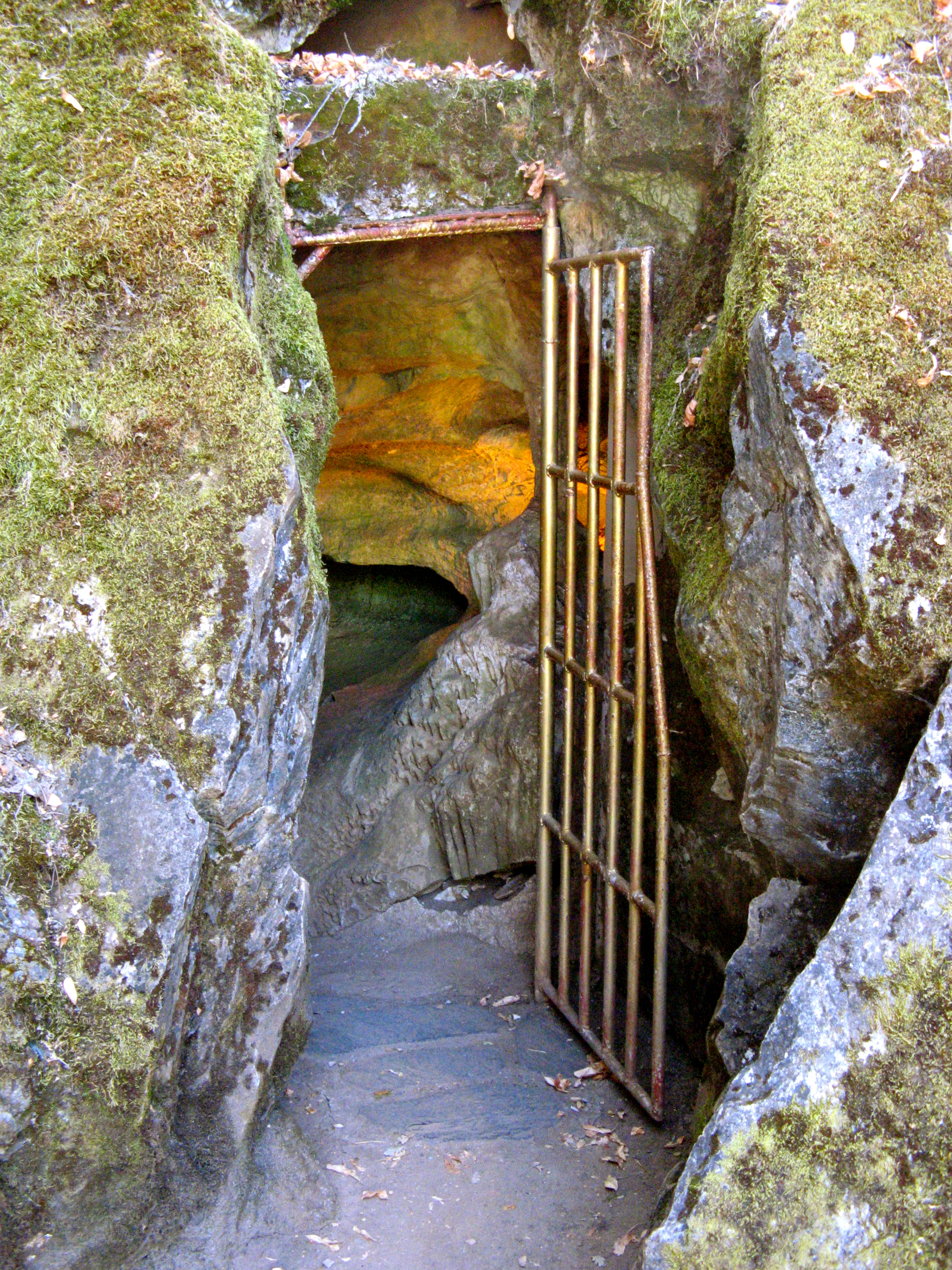
洞穴入口